# Brauerei Päffgen

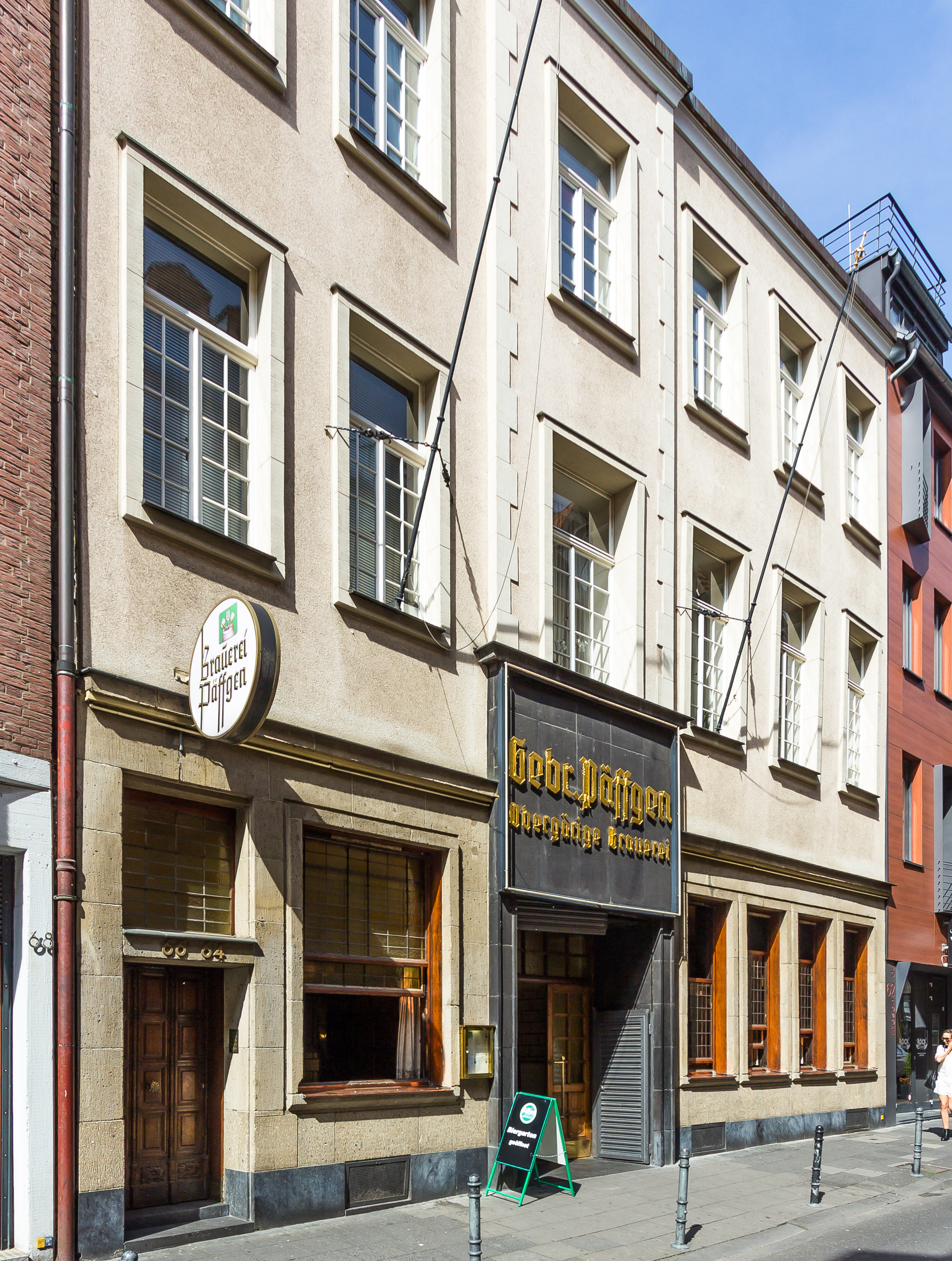
Brauhaus Päffgen, 2016

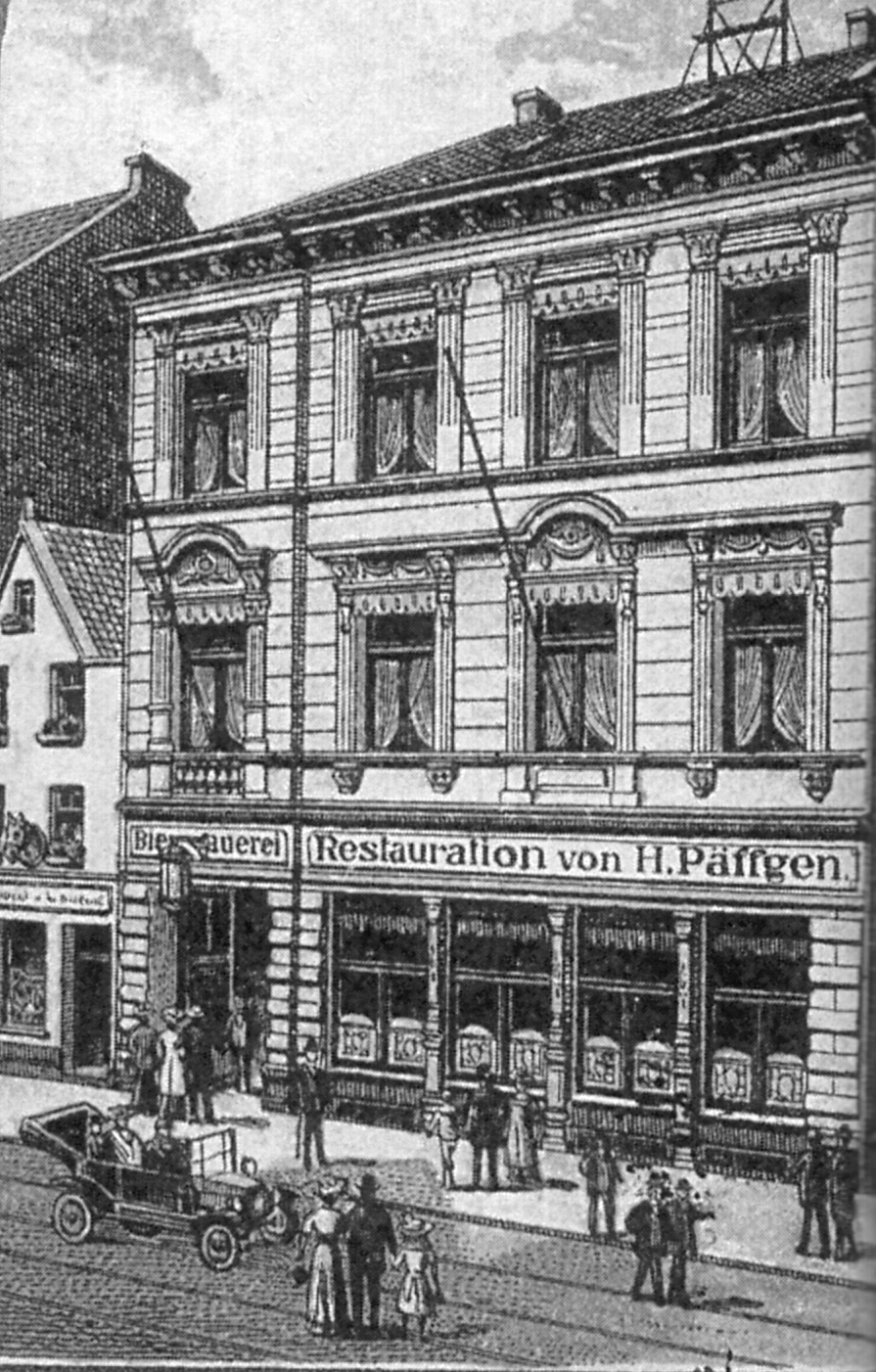
Brauhaus Päffgen um die Jahrhundertwende, historische Abbildung auf einer Ansichtskarte

Die Brauerei Päffgen GmbH & Co. KG, kurz Päffgen, ist eine traditionelle Kölner Bierbrauerei. Hauptprodukt des Unternehmens ist das Päffgen-Kölsch, das in der alten Kölner Hausbrauerei in der Friesenstraße in der Nähe des Friesenplatzes gebraut und dort im Brauhaus auch verkauft und ausgeschenkt wird.

## Geschichte der Brauerei
Hermann Päffgen gründete die Brauerei 1883 zunächst im Rubens-Haus in der Sternengasse, in dem er eine ältere Braustätte übernahm, zog aber bereits 1884 in die Friesenstraße um. In einer für sein Metier besser geeigneten Halle eines ehemaligen Fuhrunternehmens wurde das Unternehmen neu aufgebaut. Die Lage war verkehrsgünstig zu den nach dem 1881 begonnenen Abriss der Stadtmauer neu errichteten Kölner Ringen und der sich entwickelnden Neustadt gelegen. Im Vorderhaus wurde das frisch gebraute Bier ausgeschenkt. Dazu gab es eine einfache bürgerliche Küche mit den regionalen Kölner Gerichten. 
Nach dem Tode Hermann Päffgens führte seine Witwe ab 1918 das Unternehmen erfolgreich weiter. Danach übernahmen ihre Söhne, Hermann Päffgen jun., und Ludwig Päffgen 1934 die Hausbrauerei in der zweiten Generation. Unter der Firma „Gebr. Päffgen, obergärige Hausbrauerei“ setzten sie die 50-jährige Brauhaustradition fort. 1954 starb Ludwig Päffgen, und sein Bruder Hermann leitete nun gemeinsam mit seiner Frau Anna Päffgen das Unternehmen, die auch nach seinem Tod im Jahr 1980 maßgeblich bis 1992 am Brauereibetrieb beteiligt war. Anna Päffgen hatte mit ihrem Mann acht Kinder, darunter vermutlich den Vater von Christa Päffgen, genannt Nico. 
Der Zweite Weltkrieg, in dem die Kölner Innenstadt zu 90 % zerstört wurde, brachte mit dem letzten großen Luftangriff auf Köln  am 2. März 1945 auch das vorläufige Ende für Päffgen. Vor allem die Gasträume wurden fast vollständig zerstört. Nach schwierigem Wiederaufbau konnte das Brauhaus am Ostermontag 1949 wiedereröffnet werden. Die Nachkriegsjahre mit ihrem Wirtschaftswunder wurden auch die goldenen Jahre des Bieres allgemein. Das Kölsch wurde endgültig zum National- und Lieblingsgetränk der Kölner.
Die Brauerei und die dazugehörige Gaststätte wurden ab 1934 mehrfach den gestiegenen Besucherzahlen entsprechend erweitert und modernisiert. Bis 1955 musste man noch mit den Pferdefuhrwerken durch die Schwemme fahren, um das Malz anzuliefern. Die dort befindlichen Tische lassen sich auch heute noch hochklappen. In den 1950er Jahren wurde der Biergarten mit einem des Sommers aufkurbelbaren Glasdach geschützt, um ihn auch in den übrigen Jahreszeiten geheizt nutzen zu können. Das Thekenschaaf des Brauhauses, ein kleines Gehäuse, von dem aus früher der Chef der Gaststätte den Überblick über Köbesse, Bier und Gäste behielt und an dem man auch sein Fässchen kaufen konnte, existiert noch heute. 
1964 trat die dritte Päffgen-Generation in das Unternehmen ein: Hermann Päffgen jun. wurde nach dem Erwerb des Braumeister-Diploms an der Brauerhochschule in Weihenstephan Juniorchef der Brauerei. Als er 1971 nach schwerer Krankheit im Alter von 34 Jahren starb, folgte die vierte Generation. 1974 übernahm Rudolf Päffgen nach Absolvierung der entsprechenden Ausbildung die Leitung des Brauhauses und wurde 1977 geschäftsführender Gesellschafter der Hausbrauerei Päffgen. Udo Kaufmann wurde sein Braumeister, einer der profiliertesten Vertreter seiner Zunft. Zwei weitere Päffgen-Brüder (Günter und Max Päffgen) betrieben mit ihren Familien eigene Gasthäuser in und um Köln.

## Das Kölsch

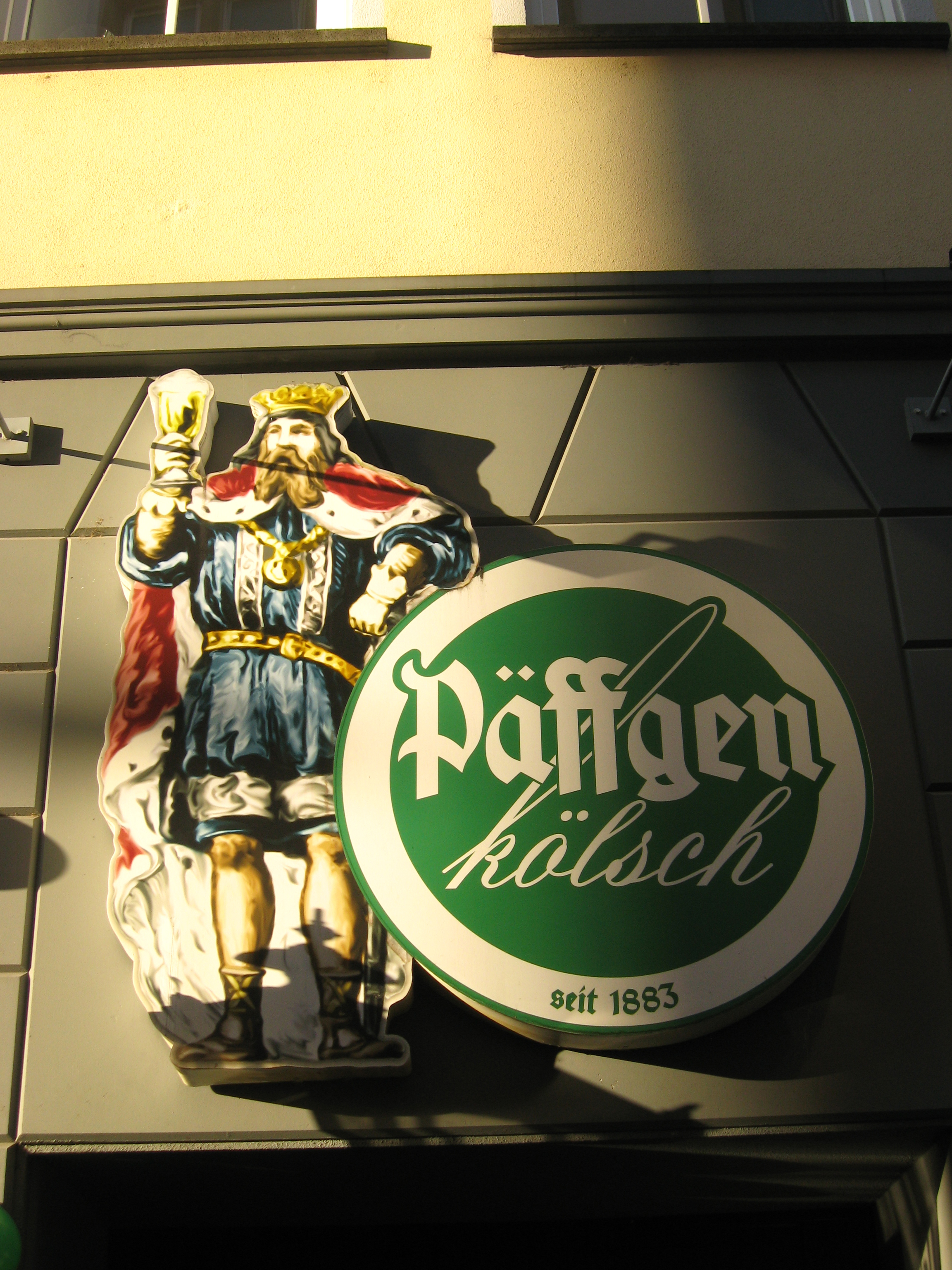
Päffgen-Schild mit „Bierkönig“ Gambrinus am Bierhaus en d’r Salzgass

Päffgen-Kölsch wird als obergäriges Vollbier nach handwerklicher Brauart und dem Reinheitsgebot von 1516 gebraut und nicht pasteurisiert. Es kann deshalb nur begrenzt gelagert werden. Das Bier wird nach der Filtrierung in Fässer abgefüllt und kühl bis zur Reife gelagert. 
Wegen der geringen Kapazität der Brauerei von 6.000 Hektolitern jährlich ist der Verkauf von Päffgen auf wenige Kölner Gaststätten beschränkt. Die erste war das von einem ehemaligen Köbes beim Päffgen betriebene Lommerzheim in Köln-Deutz. Im Juli 2007 wurde das Haus Töller in der Weyerstraße in den Kundenkreis aufgenommen. Päffgen Kölsch gibt es nicht in Flaschen, sondern ausschließlich vom Fass.

## Mitgliedschaften

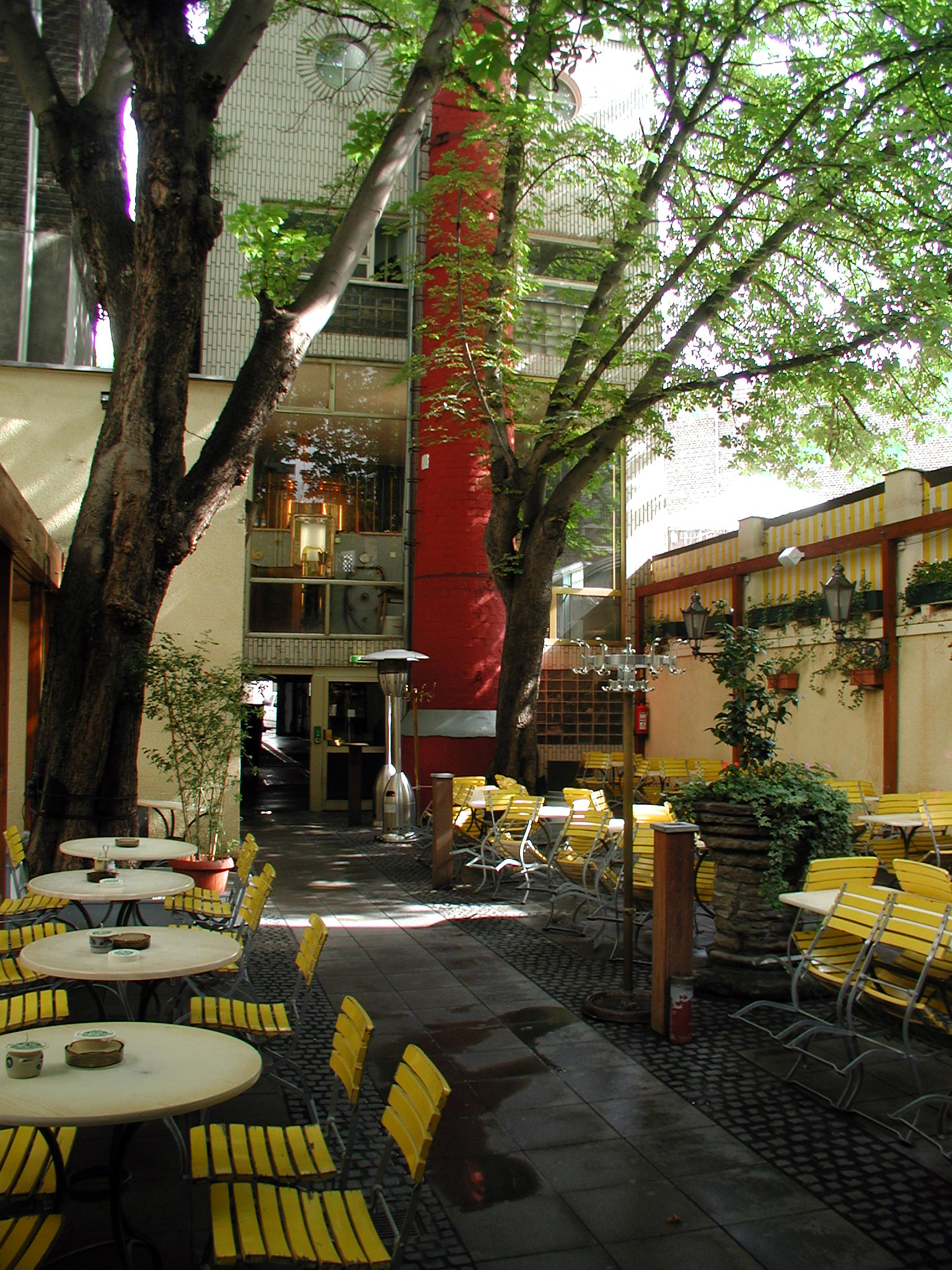
Biergarten, im Hintergrund das Braugebäude

Die Brauerei ist Mitglied des Kölner Brauereiverbandes und hat auch die Kölsch-Konvention von 1985 unterschrieben. Die Braumeister des Unternehmens sind Mitglieder der in Köln seit über 600 Jahren bestehenden St. Peter von Mailand-Bruderschaft, die die spezielle Kölner Brautradition pflegt. Während des 600-Jahr-Jubiläums war Rudolf Päffgen deren Praeses.

## Rezeption
Der Gastronomiekritiker Jürgen Dollase besprach in der FAZ die Gaststätte im Stammhaus in der Friesenstraße als „klar-herausgearbeitete, prototypische rheinische Küche“.